# عصر جدید (مجله)
عصر جدید یا زمان نو (آلمانی: Die Neue Zeit) مجله و محفلی برای نوشته‌ها و نامه‌های بزرگان قرن نوزدهم آلمان در حزب سوسیال دموکرات آلمان بود، سردبیر این مجله را کارل کائوتسکی رهبری نظری مارکسیسم پس از کارل مارکس و انگلس به عهده داشت.

## آغاز و پایان عصر جدید

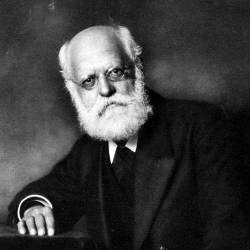
کارل کائوتسکی

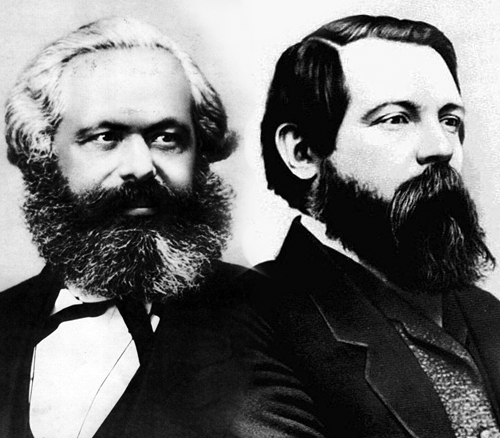
فریدریش انگلس و کارل مارکس

این اعلامیه تحریریه عصرجدید، سی و پنجمین سال خود را با چاپ ۲۸ سپتامبر ۱۹۱۷ به پایان نرساند، بلکه تحریریه با پایان همکاریش با کارل کائوتسکی، آغازگر، بنیانگذار و مدیر مسئول مجله با از بین رفتن اهمیت خود به پایان رسید، وقتی که زمانی به عنوان اصلی‌ترین ارگان علمی نظری سوسیالیسم بین‌المللی بود. بسیار فراتر از کنگره انترناسیونال دوم، عصر جدید بود، و مرجع واقعی احزاب کارگری اروپا بود، هیچ روشنفکر سوسیالیست هم عصر وجود نداشت که نویسنده‌ایی برای عصرجدید نباشد. فقط یک نفر در لیست طولانی نویسندگان عصر جدید نبود: ولادمیر لنین- البته نسخه کامل مقاله او برای عصر جدید را می‌توان در موزه وی یافت. عصر جدید هرگز تیراژی بالاتر از حدود ۱۰ هزار نسخه نداشت، و اندکی پس از تأسیس آن در سال ۱۸۸۳، ناشر یوهان هاینرتش ولهلم دیتز دائماً در مورد احتمال ضرورت قطع مجله بحث می‌کرد زیرا کسری به موجب چاپگر وجود داشت، از سال ۱۸۸۵ ناشر خط خورد و جای او را انتشارات جی دبلیو دیتز گرفت، دیگر خبری از توقف نبود، این ناشر به پروژه وفادار ماند؛ و نه تنها با افزایش چاپ از ۲۰۰۰ به ۲۵۰۰ همراه بود بلکه همچنین سرانجام با همکاری فردریش انگلس با عصر جدید مجله به سودای خود در سوسیالیسم رسید، در اکتبر ۱۸۹۰، انتشار از ماهانه به هفتگی تغییر یافت. البته همه ۵۳ عنوان کارل مارکس و انگلس که در عصرجدید چاپ شده‌اند چندان چشمگیر نبوده‌اند. با این وجود، به اهمیت بین‌المللی خود به عنوان یک مجمع انتشار برای نوشته‌های پدران معنوی سوسیالیسم نیز دست یافت؛ و بنابراین سال ۱۸۸۵ با در نظر نگرفتن منافع اقتصادی، نظریه‌ای را با اولین انتشار یک مقاله از انگلس و سپس یک متن مارکس به ارمغان آورد - و ویراستار کائوتسکی به‌طور مفهومی بر رقیب‌های خود غلبه کرد. با شروع جنگ جهانی اول، بسیار وضعیت برای دوام دشوار شد، مثلاً کنگره انترناسیونال در شوروی خطر فروپاشی را همراه داشت؛ و این یعنی هم کمبود مقاله بود که عصر جدید را از بین می‌برد و هم بحث‌هایی که دربارهٔ انحلال بود و در حال به پایان رسیدن بود. اما علی‌رغم ناتوانی نهایی، «عصر جدید» به عنوان یک مجمع فکری برای روشنفکران سوسیالیست اروپا یک پروژه منفرد قبل از جنگ جهانی اول بود که هیچ چیز قابل مقایسه نداشت و چنین جانشینی پیدا نکرد. این احتمالاً یکی از دلایلی است که انتشارات جی دبلیو دیتز چاپ مجدد کاملی را از سال ۱۹۷۱ تا ۱۹۷۶ در انتشارات Detlev Auvermann به عهده گرفت.

## آلمان در زمان انتشار عصر جدید

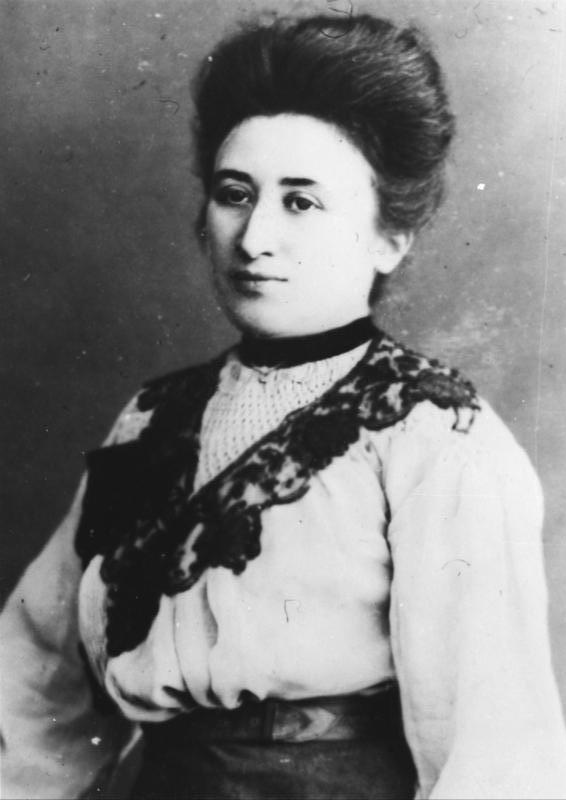
رزا لوکزامبورگ

کارل کائوتسکی سردبیری ارگان رسمی حزب سوسیال دموکرات آلمان، عصرجدید را به عهده گرفت از کارهای عمده وی می‌توان به «آموزه‌های اقتصادی کارل مارکس» (۱۸۸۷)، «توماس مور» و «مدینه فاضله او» (۱۸۸۸) و مقالات زیادی در «عصر جدید» اشاره کرد. او در «آموزه‌های اقتصادی کارل مارکس» که در آن تفکر مارکس اساساً به عنوان یک تئوری اقتصادی در نظر گرفته شده‌است اندیشه‌های مارکس و دیالکتیک تاریخی مارکسیست را به نوعی تکامل‌گرایی تقلیل داد. او همواره تأکید بر محروم شدن طبقه کارگر و افزایش تمرکز بر روی سرمایه داران داشت. البته او فردی بود که ایده اتحاد کارگری را رد می‌کرد و معتقد بود سرنگونی دولت سرمایه‌داری می‌تواند به روش مسالمت آمیز، اصلاح و بدون برهم زدن ساختارها تحقق یابد. برای او جنگ و خشونت محصول سرمایه‌داری بود و آن را رد و صلح را حمایت می‌کرد. با ظهور نظریه‌های «تجدیدنظرطلب» ادوآرد برنشتاین، ویژگی‌های اصلی مارکسیسم آلمان «ارتدکس» بود. با چاپ سنگی «املاک فرهنگی پروس ماهان» در کتابخانه دولتی برلین توسط ماکس لیبرمن و بحث بزرگی که کارل کائوتسکی با مقالاتی که در سال ۱۸۹۶ برای عصر جدید نوشت را واکرد، با این استدلال که باید مارکسیسم تجدید نظر شود، در یکی از این بحث‌های حاکم در عصر جدید و آلمان، رزا لوکزامبورگ این موضع را اتخاذ کرد که با پیشرفت سرمایه‌داری و متوقف نشدن بهره‌برداری از مستعمرات و کشورهای ناتوان این تضادها منجر به جنگی می‌شود که به پرولتاریا و مردمان ناتوان فرصت می‌دهد قدرت را از طریق انقلاب به دست آورد، این مسئله که مثل اعلان جنگ به نظام سرمایه‌داری بود هنگامی مطرح شد که بروز جنگ جهانی اول مطرح شد. از جمله مارکسیستهای آلمانی که مخالف بودند، کارل لیبکنشت و لوکزامبورگ بودند، و لیبکنخت در سال ۱۹۱۶ به جرم تحریک علیه جنگ به زندان افتاد. در هنگام آزادی در سال ۱۹۱۸ او رهبری جرگه اسپارتاکوس را به عهده گرفت که بعداً به حزب کمونیست تبدیل شد؛ و در حزب کمونیست آلمان، لوکزامبورگ نیز به دلیل فعالیت‌های ضد جنگ بازداشت شد، او علاوه بر مقاله‌هایش که از وقوع جنگ خبر می‌داد با لنین در مورد جنگ جهانی و نگرش مارکسیست‌ها نسبت به آن بحث و گفتگو کرد. وی با کتاب Die Akkumulation des Kapital؛ (انباشت سرمایه) در سال ۱۹۱۳ شناخته شده‌است. در این اثر با تحلیل نظریه‌های اقتصادی کارل مارکس، سرمایه‌داری و به‌ویژه انباشت سرمایه توضیح داده می‌شود. او در این کتاب تناقضی را یافت که تا آن زمان مورد توجه قرار نگرفته بود: به نظر می‌رسد طرح مارکس حاکی از این است که توسعه سرمایه‌داری می‌تواند نامحدود باشد و ماهیت این را دارد که فاصله طبقاتی را بیشتر می‌کند، گرچه درجایی دیگر مارکس تضادهای موجود در سیستم سرمایه‌داری را اینگونه تحلیل می‌کند که ناگریز از بین خواهد رفت. لوکزامبورگ نتیجه گرفت که طرح مارکس بیش‌ازحد ساده است و جهانی را به صورت کامل متشکل از سرمایه داران و کارگران فرض می‌کند. اما اگر افزایش بهره‌وری در نظر گرفته شود، اینگونه است که تعادل بین این دوبخش غیرممکن است. او تأکید کرد که بازارهای موجود در حوزه‌های غیر سرمایه‌داری، مانند میان دهقانان و صنعتگران و چه در مستعمرات وجود داشته باشند، ولی سرمایه‌داری زمانی به‌طور کلی سقوط خواهد کرد که بهره‌برداری از دنیای خارج از خود را تمام کند.

## فهرست نوشته‌ها در عصر جدید[۱۵]
| نوشته‌ها در عصر جدید          | نویسنده         | تاریخ نوشته    |
| نامه به کارل مارکس           | فریدریش انگلس   | ۲۰ ژانویه ۱۸۴۵ |
| نامه به کارل مارکس           | فریدریش انگلس   | ۷ مارس ۱۸۴۵    |
| از پاریس تا برن              | فریدریش انگلس   | اکتبر ۱۸۴۸     |
| نامه‌ای به فردیناند فریلیگرات | کارل مارکس      | ۳۱ ژوئیه ۱۸۴۹  |
| نامه‌ای به فردیناند فریلیگرات | کارل مارکس      | ۵ سپتامبر ۱۸۴۹ |
| نامه به جوزف ویدیمایر        | جنی فون وستفالن | ۲۰ مه ۱۸۵۰     |
| ---------------------------- | --------------- | -------------- |